# Txema Mendizábal
José María Mendizábal Pisa (Bilbao, 1975) es un músico, cantante y compositor vasco radicado en Valencia.

## Biografía
Txema Mendizábal nació en Bilbao, Vizcaya. En 1994 se trasladó a Valencia, ciudad en la que sigue residiendo. Se licenció en ESIC Universidad-Valencia en administración y dirección de empresas. Posteriormente iniciaría su carrera musical formando parte de diversas bandas valencianas así como colaborando con otros músicos españoles.

## Trayectoria musical
Inicia su carrera musical en su Bilbao natal, como vocalista de una banda. Posteriormente en Valencia se uniría al elenco de músicos que acompañaban al cantautor valenciano Manolo Tarancón, al que acompaña a la guitarra, al bajo, con armónicas o en el pedal steel, tanto en sus discos de estudio como en sus directos. Participa simultáneamente en otras bandas valencianas como Perdido y la Octubre Band y Star Trip. 
Colabora a su vez con otros grupos españoles tocando el pedal steel en la grabación de álbumes de estudio como Sr. Chinarro, los valencianos Cat Club, Guille Dinnbier, Lauda, Desayuno o  Moonflower y en directo con otros músicos como Nacho Vegas, Wiretree, Nick Garrie o Furious Planet.
Posteriormente empieza a componer sus propias canciones y es en 2016 cuando lanza su propio proyecto personal llamado Mendizabal, junto a otros músicos valencianos, debutando con el disco Golpe de Estado de la discográfica valenciana La Viejita Música y producido por el músico Carlos Soler. En 2019 verá la luz su segundo trabajo Disparo revelador con la misma discográfica. En 2022 sacará su tercer trabajo, el EP La madriguera del valiente, de nuevo editado por el sello La Viejita Música. Actualmente forma parte también de las formaciones valencianas Nanga Parbat y Powderfingers.
Como músico y compositor recibe las influencias de cantautores españoles como Antonio Vega, Enrique Urquijo, Quique González, etc, con letras y arreglos cuidados.

## Discografía
- Golpe de estado (2016). La Viejita Música.
- Disparo revelador (2019). La Viejita Música.
- La madriguera del valiente (2022). EP, La Viejita Música.